# Planctostomatinae
Planctostomatinae es una subfamilia de foraminíferos bentónicos de la familia Textulariidae, de la superfamilia Textulariacea, del suborden Textulariina y del orden Textulariida. Su rango cronoestratigráfico abarca desde el Eoceno medio hasta la Actualidad.

## Clasificación
Planctostomatinae incluye a los siguientes géneros:
- Cribrobigenerina
- Olssonina †
- Planctostoma
- Poritextularia

Otro género considerado en Planctostomatinae es:
- Cribrotextularia, aceptado como Olssonina